# Yoshihiro Natsuka
Yoshihiro Natsuka (Funabashi, 7 ottobre 1969) è un allenatore di calcio ed ex calciatore giapponese, di ruolo difensore.